# Radiobiologia

Formazione di una particella α, questa particella è direttamente ionizzante e la sua interazione con la materia vivente comporta notevoli effetti biologici

La radiobiologia afferisce alle Scienze Biologiche ed è strettamente legata alla Fisica. Il suo principale campo di applicazione è la medicina. Studia gli effetti delle radiazioni ionizzanti e non ionizzanti (sole od in associazione) sugli organismi viventi o su "substrati biologici".
La radiobiologia ha diversi campi applicativi, correlati all'impiego di radiazioni ionizzanti, quali la ricerca in ambito di biologia molecolare e biochimica, la radioterapia, la radioprotezionistica, l'imaging biomedico.
Per queste applicazioni, la radiobiologia, allo scopo di ottenere produrre effetti desiderati ed evitare effetti indesiderati, richiede il rispetto del principio di giustificazione e del principio di ottimizzazione: ogni attività con radiazioni deve essere giustificata, ovvero il beneficio ottenuto dall'uso delle radiazioni deve essere superiore al detrimento sanitario dovuto al loro utilizzo; l'esposizione alle radiazioni deve essere mantenuta al livello più basso ragionevolmente ottenibile, che si potrebbe definire come il seguire un "programma" di garanzia di qualità e prevenzione degli errori, con ottimizzazione continua dell'efficacia e dei risultati, delle tecniche e dell'efficienza

## Radiazioni non ionizzanti, alcune grandezze e loro unità di misura
Si designano come non ionizzanti quelle radiazioni non in grado di produrre ionizzazione nei materiali ad esse esposti. Le radiazioni non ionizzanti, dette NIR dall'acronimo inglese Non Ionizing Radiation, comprendono tutte le radiazioni non ionizzanti, a partire dalle ELF (extremely low frequency). Negli ultimi anni sono andati crescendo gli interrogativi circa i campi da radiofrequenze (RF) e da microonde (MW).
Le unità di misura usate per esprimere l'entità dell'esposizione a campi da radiofrequenze e microonde sono il volt/metro (V/m), in riferimento all'intensità della componente elettrica E del campo, l'ampere/metro (A/m), per l'intensità della componente magnetica H del campo, ed il watt/m² (W/m²), per la densità S di potenza irradiata. Il tasso d'assorbimento specifico di energia è indicato con l'abbreviazione SAR (dall'inglese specific absorption rate) misurato solitamente in W/kg.
Fra le unità di misura, da segnalare anche il gauss ed il tesla. Il gauss (simbolo G), è l'unità di misura della densità del flusso magnetico (o induzione magnetica) nel sistema CGS elettromagnetico. Un gauss è pari ad 1 maxwell per centimetro quadrato. La relazione tra il gauss ed il tesla (simbolo T), la corrispondente unità di misura nel sistema SI, è: 1 T equivale a 10000 G.

## Radiazioni ionizzanti, alcune grandezze e loro unità di misura
Le radiazioni ionizzanti (le più importanti dal punto di vista applicativo) sono quelle radiazioni dotate di sufficiente energia da poter provocare ionizzazioni negli atomi (o molecole) con cui 'vengono a contatto'.
Si dividono in due categorie principali: quelle che producono ioni in modo diretto ed in quelle che producono ioni in modo indiretto. Direttamente ionizzanti sono ad esempio elettroni, protoni e particelle α; indirettamente ionizzanti sono neutroni, raggi γ ed X. Raggi γ ed X si differenziano per la loro 'origine'. I raggi gamma sono prodotti da processi radioattivi di transizioni all'interno di un nucleo atomico (origine da transizioni nucleari o comunque subatomiche) mentre i raggi o fotoni X sono prodotti per mezzo di tubi radiogeni (tramite transizioni energetiche dovute ad elettroni in rapido movimento; origine da alcuni denominata 'elettronica' ).

Spettro elettromagnetico, le radiazioni ionizzanti hanno una frequenza maggiore di Hz.

Convenzionalmente sono da diversi autori considerate ionizzanti le radiazioni con frequenza maggiore di {\displaystyle 3\cdot 10^{15}} Hz. L'energia è misurata in joule o in elettronvolt (eV).  {\displaystyle 1\ eV=1.6\cdot 10^{-19}\ J}. Per le radiazioni ionizzanti: l'unità di misura più utilizzata è il gray (Gy) cioè la dose di energia assorbita per unità di massa; il LET, il trasferimento lineare di energia, è l'energia rilasciata dalla radiazione per unità di lunghezza e per quanto riguarda i tessuti biologici dal punto di vista applicativo, anche radioprotezionistico, l'unità di misura è il sievert (Sv). Il becquerel (simbolo Bq) è l'unità di misura del Sistema internazionale dell'attività di un radionuclide ed è definita come l'attività di un radionuclide che ha un decadimento al secondo. Perciò dimensionalmente equivale all'inverso di un tempo. 1Bq equivale ad 1 disintegrazione al secondo; equivalenza rispetto a vecchie unità quale il curie (Ci):  {\displaystyle 1\ Bq=2.7\cdot 10^{-11}\ Ci=27\ pCi}.
Si noti che il sievert (Sv) è l'unità di misura per la dose equivalente, che viene calcolata moltiplicando il gray per un fattore di peso che dipende dal tipo di radiazione. Il sievert è anche l'unità di misura per la dose efficace, che si ottiene dalla dose equivalente moltiplicandola per un fattore di ponderazione tissutale, ovvero per "pesi" relativi ai vari organi e tessuti; questi ultimi "pesi" tengono conto della diversa radiosensibilità degli organi e dei tessuti irradiati.

## Effetti delle radiazioni ionizzanti
Per poter ionizzare la materia la radiazione deve possedere un'energia tale da poter interagire con gli elettroni degli atomi cui viene a contatto. Le particelle cariche possono interagire fortemente con la materia, quindi elettroni, positroni e particelle alfa, possono ionizzare la materia direttamente. Anche i fotoni e i neutroni d'altro canto, pur non essendo carichi, se dotati di sufficiente energia possono ionizzare la materia (fotoni con frequenza pari o superiore ai raggi ultravioletti sono ritenuti ionizzanti per l'uomo).
Le interazione dei fotoni con la materia possono produrre, al crescere dell'energia, effetto fotoelettrico, effetto Compton e produzione di coppie.
Le radiazioni ionizzanti possono avere un'azione indiretta sulla materia organica attraverso la radiolisi dell'acqua e la conseguente formazioni di radicali liberi. L'acqua, per motivi quantitativi, costituisce la molecola con la quale ha luogo pressoché costantemente un'interazione della particella ionizzante. La radiolisi avviene secondo questi passaggi (energia = hν, dove h: costante di Planck; ν: frequenza):
- hν +H2O	=>	H2O+ + e-
- e- +H2O	=>	H2O-
- H2O+   =>	H+ + OH°
- H2O-   =>	H° + OH-

In assenza di O2, i radicali interagiranno tra loro secondo tutte le possibili combinazioni producendo: H2O, H2 e H2O2. Se nel mezzo irradiato è presente O2, in sufficiente concentrazione, vengono catturati radicali H dando luogo alla formazione del radicale HO2 ad alto potere ossidante:
- O2 + H  =>	HO2
- HO2 + e-	=>	HO2-
- HO2- + H+	=>	H2O2
- H2O2 + 2H	=>	2H2O

Ciò spiegherebbe come nei substrati biologici l'effetto indotto a parità di radiazione, è circa 2-3 volte maggiore in presenza di O2 (Effetto Ossigeno). Nel progressivo accrescimento di un focolaio tumorale la produzione di una rete vasale neo-formata è sempre più o meno insufficiente rispetto all'entità di neoproduzione di cellule tumorali. La distanza alla quale molte di queste cellule vengono a trovarsi dalla parete capillare può far sì che sia loro insufficiente l'apporto di O2 per diffusione. Queste cellule ipossiche o anossiche sono poco radiosensibili. Le radiazioni a basso LET (Linear energy transfer) come i fotoni (ed anche gli elettroni) hanno un'azione radiobiologica influenzata dalla presenza di ossigeno. (Radiazioni ad alto LET: protoni, neutroni, particelle pesanti hanno un'azione radiobiologica non influenzata dalla presenza di ossigeno)
Tra gli effetti chimici e biochimici che le radiazioni ionizzanti possono comportare vi sono la rottura dei legami, alterazioni molecolari, danni al citoplasma, all'RNA e al DNA.
I danni al DNA possono tradursi in rotture di catene, alterazioni delle basi, distruzione degli zuccheri, formazioni di legami incrociati. Il danno sul DNA, se non correttamente riparato e trascritto, comporta una serie di aberrazioni cromosomiche e/o cromatidiche. Tali danni, se non suscettibili alla riparazione cellulare, possono portare alla morte della cellula. Se ciò non avviene, il danno può mutare la cellula e gli effetti biologici che ne conseguono solo alterazioni morfofuzionali e metaboliche, lesioni del materiale genetico, aberrazioni di varie componenti cellulari, crescita cellulare e angiogenesi non controllata.
Da ricordare la 'modellistica' che studia le formulazioni matematiche atte ad interpretare e prevedere gli effetti delle radiazioni.